# كريستي برينكلي
كريستي برينكلي (بالإنجليزية: Christie Brinkley) (ولدت كريستي لي هدسون, 2 فبراير 1954) عارضة أزياء وممثلة أمريكية، أكتسبت شهرة عالمية بعد أن ظهرت على غلاف مجلة سبورتس اليستريتد سويم سووت ايشيوز ثلاث مرات متتالية أواخر السبعينات، كما ظهرت على نفس المجلة مع ابنتيها 2017 
تزوج برينكلي أربع مرات، أبرزها الموسيقار بيلي جويل، الذي ظهرت في العديد من مقاطع الفيديو الموسيقية الخاصة به. انتهى زواجها الرابع، من المهندس المعماري بيتر كوك، بالطلاق في عام 2008.

## نشأتها
ولدت كريستي لي هدسون في مونرو، ميشيغان، ابنة مارجوري (قبل الزواج مارجوري بولينغ) و هربرت هدسون, انتقلت عائلتها إلى كانوغا بارك، لوس أنجلوس، كاليفورنيا، حيث التقت والدتها وتزوجت في وقت لاحق من الكاتب التلفزيوني دون برينكلي في بيل إير، لوس أنجلوس، حيث تبنى دون برينكلي كل من كريستي وشقيقها غريغوري . خلال تلك الوقت، عاشت العائلة في ماليبو ثم برنتوود أحد أحياء لوس أنجلوس.

## حياتها الشخصية
في عام 1982 ، كان برينكلي علاقة رومانسية مع أوليفييه تشاندون دو برايليس ، وريث شمبانيا مويت و شاندون. التقى الاثنان في ستوديو 54 في مدينة نيويورك في حفلة للترويج للتقويم الذي ظهر فيه برينكلي. توفي أوليفييه تشاندون بعد ذلك بعام في حادث تحطم في سباق سيارات خاص بفترة ما قبل الموسم سباق السيارات.

## روابط خارجية
- كريستي برينكلي سكين كير
- كريستي برينكلي  في اسكمين.كوم
- كريستي برينكلي على موقع IMDb (الإنجليزية)
- كريستي برينكلي على موقع الموسوعة البريطانية (الإنجليزية)
- كريستي برينكلي على موقع ألو سيني (الفرنسية)
- كريستي برينكلي على موقع ميوزك برينز (الإنجليزية)
- كريستي برينكلي على موقع أول موفي (الإنجليزية)
- كريستي برينكلي على موقع قاعدة بيانات برودواي على الإنترنت (الإنجليزية)
- كريستي برينكلي على موقع قاعدة بيانات الأفلام السويدية (السويدية)
- كريستي برينكلي على موقع إن إن دي بي (الإنجليزية)
- كريستي برينكلي على موقع ديسكوغز (الإنجليزية)
- كريستي برينكلي على موقع قاعدة بيانات الفيلم (الإنجليزية)
- ريتيش آند فيمس نسخة محفوظة 25 أكتوبر 2012 على موقع واي باك مشين. مقال بروس نيومان في سبورتس اليستريتد, 7 فبراير 1989.
- موديل هذا عام مقابلة من قبل ايمي لاروكا في مجلة نيويورك, أغسطس 2008
- كريستي برينكلي: جمال أمريكي نسخة محفوظة 31 ديسمبر 2012 على موقع واي باك مشين. مقابلة أجرتها جوديث نيومان في ليدي هوم جنيرال, يونيو 2009